# Église grecque-catholique de Giurtelecu Șimleului
L’Église grecque-catholique de Giurtelecu Șimleului a été un édifice de Giurtelecu Șimleului, Transylvanie, Roumanie construit en 1819,,. 
Les prêtres de cette église ont été: le révolutionnaire Ioan Lobonțiu, l'auteur Vasiliu Criste, le député Ioan Taloș, l'écrivain et prisonnier politique Alexandru Rațiu. L'église a été démolie en 1973.

## Galerie photo

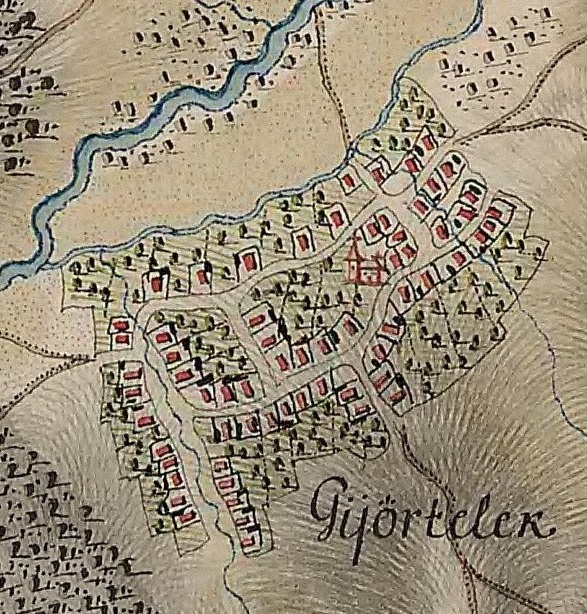
Géolocalisation en Giurtelecu Șimleului